# Поворот не туда 2: Тупик
«Поворот не туда 2: Тупик» (англ. Wrong Turn 2: Dead End) — американский слэшер 2007 года режиссёра Джо Линча с Эрикой Лирсен, Генри Роллинзом и Тексас Бэттл в главных ролях. Международное совместное производство США и Канады.
Это прямое продолжение фильма «Поворот не туда» (2003) и вторая часть франшизы. Премьера фильма состоялась 25 августа 2007 года. Фильм вышел сразу на видеоносители, минуя прокат в кинотеатрах.
Фильм получил в целом положительные отзывы критиков, что сделало его самым лучшим фильмом франшизы по оценкам. Продажи домашнего видео составили 9 200 000 долларов.
За ним следует Поворот не туда 3 (2009).

## Сюжет
Участница реалити-шоу «Апокалипсис» Кимберли Колдуэлл едет к месту проведения шоу на машине. Пытаясь найти его, она заворачивает на развилку в сторону бумажной фабрики и, отвлекаясь на телефонный разговор, случайно сбивает человека. Остановившись и выйдя из машины, она решает проверить. Наклонившись над ним, она приводит его в чувство, но неожиданно этот человек, оказавшийся мутантом-каннибалом, откусывает ей губы. Она пытается убежать, но мутант Трёхпалый перехватывает её около автомобиля и разрубает её тело пополам, после чего оба удаляются, забирая части тела Кимберли с собой.
Отставной полковник морской пехоты Дейл Мёрфи (Генри Роллинз) — ведущий шоу «Апокалипсис». Прибыв на место проведения реалити-шоу, коллектив ведущих пытается выйти на связь с Кимберли, но безуспешно. Так и не дождавшись появления этой «проблемной» участницы, вместо неё, по совету режиссёра Майкла (М) решили поставить продюсера Мару. Вначале Мара отказывается, мотивируя тем, что она не приспособлена для жизни в «первобытных условиях», но под влиянием Дейла соглашается.
Начинается игра. На съёмочной площадке Дейл, проводя инструктаж участников, показывает в действии, как работает датчик «Испытатель веры», издавая сигнал тревоги, не подозревая, что привлекает этим внимание семьи каннибалов, обитающих неподалёку. Тем временем Нил (человек из съёмочной группы) занимается установкой камер на деревьях. Закончив установку, Нил решает передохнуть, справляя нужду под дерево. В этот момент на него сзади нападает Трёхпалый, перерезает ему горло и срезает с головы часть скальпа. Сразу после инструктажа Дейл тоже направился устанавливать датчики «Испытатель веры». После установки датчиков Дейл возвращается к квадроциклу и обнаруживает, что 2 правых колеса пробиты стрелами. Дейла это рассердило, и он решает разобраться, вызывая «хулигана» на разговор, но неожиданно в него начинают пускать стрелы. Пока Дейл уворачивается, перемещаясь между деревьев, и пытается понять, кто и откуда в него стреляет, в одно дерево, прямо перед его головой, врезается топор, и перед ним появляется Трёхпалый. В ответ Дейл бросает в него нож, попав в плечо, но Трёхпалый, как ни в чём не бывало, вытаскивает нож и слизывает с него свою кровь. Пока внимание Дейла было обращено на Трёхпалого, слева к Дейлу тихо подходит другой мутант, более крепкого телосложения, и вырубает его одним ударом.
Чтобы поднять популярность шоу среди телезрителей, М решает снять на камеру эротический эпизод с участием Джейка и Елены. Елена тоже не упускает случая, так как это и ей бы прибавило славы, но Джейк держится ровно и никаких признаков настроя на эротические игры не подаёт. Потом они идут к реке, Елена раздевается и приглашает Джейка вместе с ней искупаться, но он возмущается, объясняя тем, что если его мама увидит за «этим», она от него отречётся, и уходит. Тогда Елена решает заняться оральным сексом на берегу вместе с М. Это замечают Мара и Нина, которые во время шествия по лесу случайно появляются на противоположном берегу реки. Мара вдруг расплакалась, сказав Нине, что она хотела быть женой М. Нина успокаивает её своим рассказом про измену своего бывшего жениха и предлагает Маре проучить М, надрав ему задницу. Мара отказывается, заявляя Нине, что она не такая. Мара решает уехать обратно и вместе с Ниной отправляется искать место, откуда можно позвонить в город. По пути они случайно находят деревенский дом и решают проверить, есть ли кто там внутри. Но на крики девушек никто не отозвался, и тогда Мара решила туда зайти. Пройдя через кухню, они заходят в спальню дома, и обнаруживают на зеркале фотографии мутантов. Как оказалось, этот дом принадлежал семье каннибалов, членами которой являются «Папа», «Мама», «Сестра» и «Брат» (он же мутант-подросток). Вдруг девушки услышали на кухне громкий вопль — это прибыла рожающая «Мама» вместе с родственниками. Девушки стали наблюдать за происходящим через дверную щель. Увидев новорождённого мутанта, они на секунду приходят в ужас и дверь в спальню случайно дёргается, в результате чего их замечает «Сестра» и нападает на них. Нина и Мара успели закрыть спальню и выбраться на улицу, сломав деревянный пол. Сразу как девушки выбежали из дома, их замечает «Папа» и швыряет в Мару топором, проломив ей череп. Вытащив топор из черепа Мары, он продолжает погоню за Ниной. Нина сумела убежать и спрятаться на опушке за бревном. «Папа» начинает её искать, но как он оказывается совсем близко, подъезжает пикап людоедов с привязанным трупом Мары к капоту, за рулём которого сидела мать-мутантка. После гудков клаксона «Папа» садится в пикап, и они уезжают, и Нина встаёт и убегает, чтобы сообщить о случившемся остальным участникам шоу.
Закончив секс, М уходит к грузовику, чтобы поработать над сценариями, а Елена остаётся загорать на солнце. Мутант-подросток тем временем сидит в тёмном месте за деревьями и мастурбирует, наблюдая за происходящим. Неожиданно появляется его сестра, возмущается происходящим и с агрессией лупит его по лицу. В это время они задевают датчик «Испытатель веры», который услышала Елена и начала суетиться. Неожиданно для неё из леса выбегает «Сестра» с большим ножом и убивает её, когда Елена пытается пуститься в бега через реку. Дейл в это время приходит в сознание и обнаруживает себя подвешенным к дереву вниз головой со связанными руками и ногами. Тут появляется Трёхпалый, который наносит ему несколько ножевых ударов в живот, а затем идёт точить ножи и разделывать труп Нила, который тоже висел вниз головой. Приезжает пикап людоедов с привязанным телом Мары на капоте. Трёхпалый забирает у них тело Мары, и «Папа» с «Мамой» уезжают. Трёхпалый затем подходит к Дейлу, чтобы перерезать ему горло, но Дейл не теряется и наносит связанными руками Трёхпалому удар в пах, выхватывает у него нож и освобождается. После непродолжительного боя, он выстреливает в Трёхпалого, в результате чего последний падает в реку, а Дейл, взяв с собой ружьё, уходит.
Между тем М возвращается к грузовику. Садясь за монитор, он обнаруживает, что изображения со многих камер участников совпадают. Заметив неисправность в работе одной из камер, М принимается устранять неисправность, как тем временем к грузовику подходят «Мама» и «Папа», и садятся в кабину водителя. Машина резко трогается с места. М, решив, что это глупая выходка Нила, возмущаясь, направляется в кабину, где «Папа» его хватает за горло, оттаскивает в кабину фургона и с помощью стрелы протыкает Майкла насквозь, пробив и стену фургона.
Эмбер играет в паре с Джонси. После долгого неудачного поиска живой дичи они натыкаются на охотничий лагерь, где жарят на костре барбекю. Воспользовавшись отсутствием людей, они уносят барбекю на площадку в качестве добычи. Потом к ним присоединяется и вернувшийся Джейк, и они втроём обсуждают выигрыш. Через некоторое время прибегает в истерике Нина и сообщает о том, что Мару убили мутанты. Но все на это известие реагируют с недоумением, а Джонси начинает над ней насмехаться. И после непродолжительного скандала, они замечают на куске мяса барбекю след от татуировки «бесконечность», которая была на ноге у Кимберли. После осознания того, что они только что ели, Джонси тошнит. Джейк, Нина, Эмбер и Джонси решают срочно бежать в поисках укрытия и помощи. Теперь начинается реальная схватка на выживание.
Дейл тем временем подходит к дому, в котором недавно побывали Мара с Ниной, и замечает старика, отжимающего тряпку. Тихо следуя за ним, он проходит в дом и приставляет ружьё к затылку старика, пока он вытирает полы после родов. Получив неожиданную угрозу от Дейла, старик заявляет, что он обычный порядочный человек…
Пока четвёрка участников бежала, Нина поранилась, наткнувшись ногой о гвоздь. Джейк велит Эмбер и Джонси бежать к грузовику, а сам лечит ногу Нины. Как только они пришли, то обнаруживают лишь следы от его колёс, и Джонси случайно обнаруживает медвежий капкан. Только после этого он понимает, что в лесу действительно обитают людоеды и они охотятся на ребят, и парень поднимает панику. Эмбер его успокаивает, и они бегут дальше. Далее группа услышала голоса, и видит, как двое подростков-мутантов занимаются сексом. На голове у «Сестры» был скальп, снятый с Елены, и Джейк, подумав, что это она и есть, решает её спасти, резко выбегая прямо на них из засады. Но увидев, уже знакомое лицо «Сестры», Нина в ужасе бежит, но проваливается в яму. Остальные вступают с мутантами в схватку, и избив подростков-мутантов они убегают. Эмбер и Джонси решают следовать в поисках укрытия к заброшенному зданию фабрики, а Джейк, договорившись с ними встретиться там чуть позже, идёт вытаскивать Нину из ямы. Подростки-мутанты тем временем садятся в подъехавший пикап, и пускаются за всеми четырьмя участниками в погоню, где чуть проехав вперёд «Папа» с «Братом» высаживаются, чтобы нагнать Эмбер и Джонси, а «Сестра» едет дальше за Ниной и Джейком. Эмбер и Джонси по пути попадают в ловушку и «Папа» и его сын их убивают. Джейк вытаскивает Нину из ямы и они принимаются бежать от девочки-мутанта. Взяв с собой дробовик, девочка-мутант выскакивает из машины и настигает их у крутого берега реки, где Нина и Джейк решают прыгать. Девочка-мутант производит в них выстрел, но промахивается.
Полковник Дейл тем временем завязывает свои раны и ведёт беседу со стариком. Увидев фотографию вместе с его женой, Дейл выражает свою симпатию к ней. После этого Старик рассказывает Дейлу, что когда-то на этом месте была деревня, где жили люди и работала фабрика, которая сбрасывала химикаты в реку, в результате чего была вытравлена из леса вся дичь. Почти всё население уехало, но осталась одна семья, у которой стали рождаться дети-уроды, откуда и произошли нынешние люди-мутанты… Отвечая на вопрос Дейла, почему он не стал уезжать, старик неожиданно заявляет, что он является отцом старшего поколения каннибалов и решает убить Дейла. Но Дейл успевает вытащить тринитротолуол, поджечь фитиль и засунуть его старику за пояс. После чего Дейл убегает на улицу, а старик с ружьём выбегает вслед за ним, тут динамит взрывается и старик разлетается на куски. Дейл забирает из дома лук, приматывает изолентой на стрелы тринитротолуол, намазывает своё лицо грязью и идёт в разведку спасать остальных участников.
Выбравшись из реки, Джейк и Нина прибывают на фабрику и принимаются искать Эмбер и Джонси, не догадываясь о том, что на этой фабрике каннибалы обитают тоже. Они ищут телефон, и оказавшись в гаражном помещении замечают свой фургон и слышат из него крик М. Джейк заходит внутрь фургона, но это оказалась ловушка — это была трансляция изображения на мониторе, где М, находясь в каком-то другом помещении фабрики, кричит и зовёт на помощь. Тем временем Нину хватают подростки и, закрыв ей рот, утаскивают её. Джейк, увидев на мониторе сцену, как мать-мутантка отрубает М голову и бросает прямо перед объективом камеры, приходит в ужас и решает уходить, но за спиной у него появляется «Папа», который хватает его и вместе с детьми связывает и уносит вслед за Ниной. На фабрику подоспел и Дейл, который, скрываясь в потёмках, следит за происходящим.
Придя в сознание, Нина обнаруживает себя запертой в клетке, и наблюдает, как мать-мутантка готовит ужин, а Джейк со связанными руками и ногами висит под потолком… Вдруг к клетке подходит подросток-мутант и начинает забавляться с Ниной, снимая её на камеру, с которой работал М. Увидев это, «Сестра» отпихивает его от клетки и направляет на Нину ствол дробовика, нажав на спусковой крючок. Нина резко приходит в испуг, но выстрел не происходит — дробовик не заряжен, и девочка-мутантка злорадно насмехается над Ниной. Придя в ярость и понимая, что терять нечего, Нина в грубой форме посылает её, за что получает прикладом по голове и вновь теряет сознание… Очнувшись, Нина уже сидит связанная колючей проволокой на кресле за одним столом вместе с каннибалами, где они ужинают и насильно заставляют Нину есть вместе с ними. Джейк, продолжая висеть, умоляет людоедов, чтобы их отпустили, но они эти просьбы игнорируют. Дейл тем временем тихо уже подбирается к кухне, но случайно задевает счётчик Гейгера, который начал издавать звуки, и «Папа» вместе с подростками отправились на поиски новой своей жертвы. Грамотно заманив подростков, Дейл стреляет в них из лука стрелой с тринитротолуолом, которая попадает «Брату» в спину. «Сестра» пытается вытащить стрелу, но фитиль догорает и происходит взрыв, от которого оба подростка погибают. «Мама», услышав на кухне взрыв, хватает цепь и бежит в гараж на подмогу. Затем Дейл прибежал на кухню к Нине и Джейку и освободил их, но «Папа» и его жена, неожиданно вернувшиеся из гаража на кухню, убили Дейла. Нина успевает выбраться из фабрики, но Джейк, заблудившись, заходит в помещение, где находится аппарат для измельчения древесины, который людоеды используют как мясорубку. Вместе с Джейком там оказываются и людоеды, где «Мама» запускает аппарат, а «Папа» пытается затолкать туда Джейка. Узнав, что Джейк в беде, Нина вернулась назад и бросилась ему на помощь. Оглушив мать-мутантку ударом головой о бревно, Нина набрасывается на «Папу» и впивается в его шею, вырвав зубами кусок плоти. После непродолжительной борьбы Нина с Джейком убивают мутантов, затолкнув их бревном в измельчитель. После этого ребята берут автомобиль Кимберли и уезжают из этого леса.
В заключение фильма показывают сцену, где Трёхпалый кормит новорождённого мутанта из детской бутылочки и затем кладёт ему в рот оторванный палец, используя его вместо соски. По завершении раздаётся смех за кадром, после чего появляются титры.

## В ролях
| Актёр              | Роль             |
| ------------------ | ---------------- |
| Генри Роллинз      | Дейл Мерфи       |
| Тексас Бэттл       | Джейк            |
| Эрика Лирсен       | Нина             |
| Даниэлла Алонсо    | Эмбер            |
| Стив Браун         | Джонси           |
| Алекса Палладино   | Мара             |
| Кристал Лоу        | Елена            |
| Мэттью Карри Холмс | М                |
| Седрик Де Соуза    | Нил              |
| Кимберли Колдуэлл  | Играет саму себя |
| Кен Кирзингер      | «Папа»           |
| Эшли Эрл           | «Мама»           |
| Клинт Карлтон      | «Брат»           |
| Рорели Тио         | «Сестра»         |
| Джефф Скраттон     | Трёхпалый        |
| Уэйн Робсон        | Старик           |

## Саундтрек
Саундтрек был выпущен 18 сентября 2007 года на лейбле La-La Land Records. Музыка из кинофильма была написана Беаром Маккрири.
- «Главный заголовок» (3:39)
- «Абсолютная тема для выживания» (3:20) капитана Ахава
- «Дейл на ужин» (2:33)
- «Рождение Бэби Сплуга» (3:04)
- «Тема Нины» (2:43)
- «Инцест-мутант-каннибал» (3:01)
- «На мельницу» (2:49)
- «Стрела сквозь две головы» (3:18)
- «Дейл Виджиланте» (3:19)
- «Охотничья долина» (3:40)
- «Спасая Нину» (3:04)
- «Дейл на помощь» (3:18)
- «Мясорубка» (2:15)
- «Бэби Сплуг жив» (2:36)
- «Конец титров (тема из второго фильма)» (3:39)
- «Under Your Bones» (5:25) капитана Ахава с участием Айвора.

## Выход
Поворот не туда 2 был показан на лондонском кинофестивале FrightFest 25 августа в Соединённом Королевстве и на фестивале Fantastic Fest в Остине 21 сентября 2007 года в США.
Фильм был выпущен на DVD 9 октября 2007 года в версии без рейтинга с дополнительными материалами, включая комментарии режиссёра Джо Линча и актёров Эрики Лерсен и Генри Роллинза, второй комментарий сценаристов Тури Мейер и Эла Септиена, короткометражку о создании фильма. фильм и трейлер. Позже фильм был выпущен на Blu-ray 15 сентября 2009 года. Он собрал 9 200 000 долларов от продаж домашнего видео в США, что привело к созданию третьего фильма.

## Критика
«Поворот не туда 2: Тупик» получил в основном положительные отзывы критиков. Агрегатор обзоров Rotten Tomatoes сообщает, что он получил положительные отзывы от 70 % на основе 10 рецензий критиков. На кинофестивале в Жерарме фильм получил приз за лучший фильм, предназначенный для прямой трансляции видео.
Стив Бартон из Dread Central дал фильму 4 звезды из 5, заявив, что фильм «является горячим билетом на пропитанный кровью погром в глуши, который становится ещё лучше при повторных просмотрах и большом количестве выпивки». Брайан Коллинз из Bloody Disgusting заявил, что «то, что могло быть дешёвым и ленивым вложением денег, оказалось одним из лучших жанровых предложений года». Дэвид Джонсон из DVD Verdict сказал, что фильм является «производной и глупой прогулкой», но очень интересным. Дэвид Уокер из DVD Talk оценил фильм на 3,5/5 звезд и назвал его «постоянно развлекательным фильмом», который эффективно пародирует и отдаёт дань уважения жанровым фильмам, которые были до него. Майкл Джингольд из «Fangoria» написал, что Линч снял фильм «со всей энергией давнего фаната ужасов, получившего шанс показать всё это в своем дебютном полнометражном фильме». Дэвид Ферачи с веб-сайта CHUD, посвящённого ужасам, считает, что у фильма «сердце находится в нужном месте», а Скотт Вайнберг из FEARnet сравнил его с фильмом «Техасская резня бензопилой 2», назвав его «быстро развивающимся и совершенно беззастенчивое любовное письмо к олдскульным продолжениям брызг 80-х». Антон Битель, пишущий для Eye for Film , назвал его «превосходным самопародийным продолжением».
На кинофестивале в Жерарме фильм получил награду за лучший фильм, снятый непосредственно на видео.